# Metropolia Cap-Haïtien
Metropolia Cap-Haïtien – metropolia rzymskokatolicka na Haiti utworzona 7 kwietnia 1988 roku.

## Diecezje wchodzące w skład metropolii
- Archidiecezja Cap-Haïtien
  - Diecezja Fort-Liberté
  - Diecezja Hinche
  - Diecezja Les Gonaïves
  - Diecezja Port-de-Paix

## Biskupi
- Metropolita: abp Launay Saturné (od 2018) (Cap-Haïtien)
- Sufragan: bp Quesnel Alphonse (od 2014) (Fort-Liberté)
- Sufragan: bp Désinord Jean (od 2016) (Hinche)
- Sufragan: bp Yves-Marie Péan (od 2003) (Les Gonaïves)
- Sufragan: bp Charles Peters Barthélus (od 2020) (Port-de-Paix)

## Główne świątynie
- Katedra Wniebowzięcia Najświętszej Maryi Panny w Cap-Haïtien
- Katedra św. Józefa w Fort-Liberté
- Katedra Niepokalanego Poczęcia NMP w Hinche
- Katedra św. Karola Boromeusza w Les Gonaïves
- Katedra Niepokalanego Poczęcia NMP w Port-de-Paix